# National Premier Leagues 2016
Die National Premier Leagues 2016 war die vierte Spielzeit der zweithöchsten australischen Fußballliga. Insgesamt nahmen 90 Mannschaften in dieser Saison an der NPL teil. Die Endrunde um die Meisterschaft begann am 17. September und wurde am 2. Oktober 2016 beendet.
Den NPL-Meistertitel sicherte sich Sydney United durch einen 4:1-Erfolg im Finale gegen den Edgeworth FC.

## NPL-Ligen
- National Premier League ACT 2016 mit 10 Mannschaften aus dem Verband Capital Football
- National Premier League NSW 2016 mit 12 Mannschaften aus dem Verband Football NSW
- National Premier League Northern NSW 2016 mit 10 Mannschaften aus dem Verband Northern NSW Football
- National Premier League Queensland 2016 mit 12 Mannschaften aus dem Verband Football Queensland
- National Premier League South Australia 2016 mit 12 Mannschaften aus dem Verband Football Federation South Australia
- National Premier League Tasmania 2016 mit 8 Mannschaften aus dem Verband Football Federation Tasmania
- National Premier League Victoria 2016 mit 14 Mannschaften aus dem Verband Football Federation Victoria
- National Premier League Western Australia 2016 mit 12 Mannschaften aus dem Verband Football West

## Endrunde
An der Endrunde um die Meisterschaft nahmen die acht regionalen NPL-Premiershipsieger teil. Anders als in den Jahren zuvor wurden die Mannschaften nicht nach geografischen Gegebenheiten gesetzt, sondern wurden einander zugelost. Gespielt wurde in drei einfachen K.-o.-Runde mit Viertel- und Halbfinale und schließlich dem Finale. Der Sieger qualifizierte sich für die erste Hauptrunde des FFA Cup 2017.

### Teilnehmer
Folgende Mannschaften qualifizierten sich sportlich für die Endrunde:
- Premiershipsieger der NPL ACT: Canberra Olympic FC
- Premiershipsieger der NPL NSW: Sydney United
- Premiershipsieger der NPL Northern NSW: Edgeworth FC
- Premiershipsieger der NPL Queensland: Brisbane Strikers
- Premiershipsieger der NPL South Australia: Adelaide City
- Premiershipsieger der NPL Tasmania: Devonport City FC
- Premiershipsieger der NPL Victoria: Bentleigh Greens SC
- Premiershipsieger der NPL Western Australia: Perth SC

### Viertelfinale
| Datum                 |                     | Ergebnis  |                     |
| --------------------- | ------------------- | --------- | ------------------- |
| 17.09.2016, 15:00 Uhr | Bentleigh Greens SC | 1:3 n. V. | Edgeworth FC        |
| 17.09.2016, 18:00 Uhr | Perth SC            | 6:1       | Devonport City FC   |
| 17.09.2016, 18:00 Uhr | Brisbane Strikers   | 3:2       | Canberra Olympic FC |
| 18.09.2016, 14:00 Uhr | Sydney United       | 5:4       | Adelaide City       |

### Halbfinale
| Datum                 |               | Ergebnis |                   |
| --------------------- | ------------- | -------- | ----------------- |
| 24.09.2016, 18:00 Uhr | Perth SC      | 0:1      | Edgeworth FC      |
| 25.09.2016, 14:30 Uhr | Sydney United | 2:1      | Brisbane Strikers |

### Finale
| Datum                 |               | Ergebnis |              |
| --------------------- | ------------- | -------- | ------------ |
| 02.10.2016, 14:30 Uhr | Sydney United | 4:1      | Edgeworth FC |